# Cinabru
Cinabrul este un mineral din categoria sulfurilor, raportul metal-sulf fiind 1:1. Din punct de vedere chimic este o sulfură de mercur (HgS), care cristalizează în sistemul trigonal.
 În afară de sistemul trigonal, mai apar variante de formă tabulară, prismatică, sau agregate de culoare roșie, brun-roșcată, sau neagră. Mineralul are duritatea 2 - 2,5 pe scara de duritate Mohs, având densitatea de 8,2 g/cm³. 
Cinabrul este un mineral polimorf cu variantele Metacinnabarit și Hypercinnabarit, putând fi confundat cu realgarul care însă are densitatea mai mică.

## Răspândire
Cinabrul se formează în mod deosebit prin procese hidrotermale, care constau într-un amestec de minerale topite, gaze vulcanice și apă care rămâne în stare lichidă datorită prezenței presiunilor ridicate, prin răcire formându-se minerale ca agat, malachit, diferite varietăți de cuarț și cinabru. Aceste minerale formându-se în apropierea vulcanilor activi, apelor termale, asociat cu pirita, marcasita și realgar. Cele mai importante zăcăminte sunt în Spania în apropierea orașului Almaden, urmat de regiunile Hunan și Guizhou din China, Germania, Italia (Toscana), Iugoslavia, Kirghizstan și Ucraina.

## Istoric
Deja în secolul VII î.C. minereul de cinabru este exploatat în „Suplja Stena”, Iugoslavia, fiind folosit în trecut ca pigment roșu, iar mercurul obținut prin reacția de reducere a sulfurii de mercur, era folosit ca material pentru oglinzi.
Pigmentul era folosit în diferitele picturi de pe perete (fresce) sau la colorarea cărților.
Prima oară în istorie s-a obținut din cinabru mercur și sulf cu o mare probabilitate în perioada Evului Mediu în China, pe când în Europa abia din anii 1778 este folosită această metodă pe cale industrială.

## Utilizare

### Ca materie primă
Minereul de cinabru are un conținut în metal de 87% , fiind una dintre sursele principale de obținere a mercurului.

### Ca pigment
Pigmentul roșu obținut din cinambru este greu solubil în apă, din care cauză se poate folosi pe scară largă, în fabricarea vopselelor, acoperind bine substratul vopsit și fără pericolul de intoxicației cu mercur.

### Alte utilizări
Mineralul mai este folosit în producerea unor medicamente, baterii și în industria chimică.

## Producere pe cale sintetică
Cinabrul poate fi produs și pe cale sintetică din soluții a sărurilor de mercur prin adăugarea hidrogenului sulfurat (H2S) precipitatul format fiind varianta neagră a cinabrului (Metacinnabarit) care prin contact ulterior de câteva zile cu soluție de amoniumpolisulfit se va transforma în varianta roșie de cinabru.